# 熱量
熱量（heat）或熱，是指由于温度差而转移（传递）的能量，国际单位制用焦耳（J）。
在热力学上，“热”是以非热力学功或传质机制，传入或传出热力学系统的转移能量；而该转移或传递的过程称为热交换（heat exchange）或热传递（heat transfer）。借“传热”来“传递能量”，并不需物体的宏观位移。
在温度不同的物体之间存在温差，热量总是由高温物体向低温物体传递；即使在等温过程中，物体之间的温度也不断出现微小差别，通过热量传递不断达到新的平衡。在微观上，某热力学系统与外界之间在温差的推动下，即可通过微观粒子的无序运动方式传递的能量。

## 熱量與熱能差異
“熱量”與“熱能”之間的關係，就好比是做功與機械能之間的關係一樣。

## 熱量與內能比較
許多人把熱量跟內能弄混，其實熱量指的是內能的變化、系統的做功。熱量描述能量的流動，而內能描述能量本身。充分了解熱量與內能的分別是明白熱力學第一定律的關鍵。
任何物質都有一定數量的內能，這和組成物質的原子、分子的無序運動有關。當兩不同溫度的物質處於熱接觸時，它們便交換內能，直至雙方溫度一致，也就是達致熱平衡。若兩區域之間尚未達至熱平衡，那麼熱便在它們中間溫度高的地方向溫度低的另一方傳遞。這裏，所傳遞的能量數便等同於所交換的熱量數。

## 營養學
營養學中也有熱量的單位——卡路里（cal）及千卡（大卡，kcal）。一千卡路里等於一大卡。